# Giro dell'Appennino 1962
Il Giro dell'Appennino 1962, ventitreesima edizione della corsa, si svolse il 23 settembre 1962, su un percorso di 255 km. La vittoria fu appannaggio dell'italiano Franco Balmamion, che completò il percorso in 6h44'02", precedendo i connazionali Gastone Nencini e Idrio Bui.
I corridori che partirono furono 95, mentre coloro che tagliarono il traguardo di Pontedecimo furono 51.

## Ordine d'arrivo (Top 10)
| Pos. | Corridore        | Squadra              | Tempo    |
| ---- | ---------------- | -------------------- | -------- |
| 1    | Franco Balmamion | Carpano              | 6h44'02" |
| 2    | Gastone Nencini  | Ignis                | a 56"    |
| 3    | Idrio Bui        | Ignis                | s.t.     |
| 4    | Aldo Moser       | San Pellegrino Sport | s.t.     |
| 5    | Imerio Massignan | Legnano              | s.t.     |
| 6    | Carlo Azzini     | Carpano              | a 3'57"  |
| 7    | Antonio Suárez   | Funcor-Munguia       | a 4'01"  |
| 8    | Walter Martin    | Carpano              | s.t.     |
| 9    | Livio Trapè      | Ghigi                | s.t.     |
| 10   | Franco Cribiori  | San Pellegrino Sport | s.t.     |